# Jela (balet)
Jela je prvi hrvatski balet. Napisao ju je hrvatski skladatelj Bela Adamović Čepinski. Praizvedena je u Hrvatskome narodnom kazalištu u Zagrebu 1898. godine.